# High Spirits (Film)
High Spirits (Alternativtitel: High Spirits – Die Geister sind willig!) ist eine britisch-amerikanische Filmkomödie von Neil Jordan aus dem Jahr 1988.

## Handlung
Peter ist der letzte Erbe der Plunkettfamilie, die in Irland ein altes Schloss besitzt. Da Peter es nicht vermag, mit dem Schloss Gewinn zu erwirtschaften, schuldet er einem amerikanischen Investor eine Menge Geld. Dieser will es nach Malibu bringen. Um Schloss Plunkett zu retten, kommt Peter auf eine Idee: Er macht es zu einem Geisterschloss für Touristen. Dabei wird er tatkräftig von seinen Freunden und Angestellten unterstützt. Tatsächlich wird von dem neuen Konzept eine Gruppe von Touristen angelockt: Miranda, eine enttäuschte junge Frau, der junge Priester Tony, ein Parapsychologe samt Familie und das Ehepaar Sharon und Jack Crawford – die Tochter des erwähnten Investors. Die Angestellten von Schloss Plunkett versuchen alles, um den Touristen das Gruseln beizubringen, versagen aber erbärmlich.
Jack Crawford hatte gehofft, dass die Reise ihn seiner spröden Frau Sharon näher bringen würde. Als er aber herausfindet, dass sie lediglich für ihren Vater die Lage in Irland klären sollte, betrinkt sich Jack enttäuscht und trifft auf Mary Plunkett und ihren Ehemann Martin Brogan. Er wird Zeuge, wie Martin Mary erstechen will und verhindert dies. Erst später findet er heraus, dass die beiden Geister sind, die dies seit Jahrhunderten in jeder Nacht wiederholen. Mary nutzt die Ruhe vor ihrem mordlüsternen Mann und verliebt sich in Jack. Währenddessen macht sich Martin an Sharon heran.
Von Peters Mutter erfährt Jack, dass er Mary befreien kann. Dafür muss er es schaffen, die Halloween-Nacht mit ihr zu verbringen ohne mit ihr zu „klöppeln“. Trotz aller Warnungen erliegen sie ihren Trieben aber und Jack muss zusehen, wie Mary vor seinen Augen verwest. Sie zerfällt beinah zu Staub und fleht Jack an, sie erneut zu küssen. Als er sich endlich überwinden kann, wird Mary befreit. Gleichzeitig stürzt Sharon vom Schlossturm. Sie wird zum Geist und beginnt eine glückliche Existenz mit Martin.
Am Ende verlassen alle anderen Touristen glücklich das Schloss. Miranda und Tony haben sich verliebt und der Parapsychologe hat so viele Beweise für Geisteraktivitäten gesammelt, dass er verspricht, das Schloss als verspukt zu empfehlen. Damit ist Schloss Plunkett gerettet.

## Kritiken
Rita Kempley schrieb in der Washington Post vom 19. November 1988, die „absonderliche“ Komödie wirke wie ein Leben nach dem Tod. Sie sei eine „aufgezwungene“ Sexfarce, tempoarm und schlecht. Die Darstellung von Peter O’Toole sei „langweilig“, die Nebendarsteller würden „wie gelähmt“ wirken.
Die Zeitschrift prisma schrieb, der Film sei eine „witzige Gespenster-Komödie mit guten Tricks und überzeugenden Darstellern“. Besonders wurde das Spiel von Peter O’Toole gelobt, der während der Dreharbeiten „sichtlich Vergnügen“ gehabt habe.
Das Lexikon des internationalen Films beschreibt den Film als „eine derb-witzige, zum Teil ärgerliche Komödie, die auf billige Effekte und schalen Witz setzt. Das angestrebte ‚Duell‘ zwischen irischer und amerikanischer Lebensart versinke in einer bombastischen Spezialeffekt-Orgie, mit der die ohnehin lustlosen Darsteller nie Schritt halten können“.
Die TV-Spielfilm fand den Film „gut ausgestattet und nett besetzt, aber der Witz verdünnisiert sich in halbgaren Nebenhandlungen“. Sie resümierte: „Märchenhafte Bilder, aber geistlos erzählt“.

## Auszeichnungen
Daryl Hannah wurde im Jahr 1989 für die Goldene Himbeere nominiert.

## Hintergrund
Der Film wurde im Dromore Castle, Townland Dromore, County Limerick, Irland gedreht. Er spielte in den Kinos der USA ca. 8,6 Millionen US-Dollar ein.